# دوشان ميلو
دوشان ميلو (بالسلوفاكية: Dušan Milo)‏ هو لاعب هوكي الجليد سلوفاكي، ولد في 5 مارس 1973 في نيترا في سلوفاكيا.

## وصلات خارجية
- دوشان ميلو على موقع دوري الهوكي الوطني (الإنجليزية)
- دوشان ميلو على موقع EliteProspects.com (الإنجليزية)
- دوشان ميلو على موقع Eurohockey.com (الإنجليزية)
- دوشان ميلو على موقع HockeyDB.com (الإنجليزية)
- دوشان ميلو على موقع أوليمبيديا (الإنجليزية)